# Ljubica Gerovac
Ljubica Gerovac (Jezerane, kraj Brinja, 24. listopada 1919. — Jezerane, 16. travnja 1942.), bila je sudionica Narodnooslobodilačke borbe i narodna heroina Jugoslavije.

## Životopis
Rođena je 24. listopada 1919. godine u selu Jezeranama, kraj Brinja. Osnovnu školu završila je u rodnom mjestu, a Građansku školu u Zagrebu. Poslije završetka Građanske škole, upisala se u Trgovačku akademiju u Zagrebu. Zbog komunističkih aktivnosti, brzo su je zapazile školske vlasti i policija, koja ju je uhapsila 1937. godine. Na policiji nije ništa odala. Poslije nekoliko dana, bila je puštena na slobodu. Ubrzo je primljena za članicu SKOJ-a. U jesen 1937., bila je istjerana iz Trgovačke akademije u Zagrebu, pa je školovanje nastavila u Banjoj Luci. Policija ju je uhapsila 1939. i 1940. godine, ali ponovno od nje nisu dobili nikakvo priznanje.
U jesen 1940. godine, upisala se na Ekonomsko-komercijalnu visoku školu u Zagrebu, gdje je također bila politički aktivna. Za članicu Komunističke partije Jugoslavije primljena je 1940. godine. Ubrzo je postala sekretarica (tajnica) partijske ćelije Ekonomsko-komercijalne visoke škole.
Poslije fašističke okupacije Jugoslavije, u travnju 1941. godine, Ljubica je otišla u Liku i odmah se zajedno s drugim komunistima uključila u rad na pripremama za oružani ustanak. Kad je izbio ustanak, sudjelovala je u oružanim akcijama, zajedno s partizanskim grupama. U jesen 1941., bila je izabrana za članicu Kotarskog komiteta KPH za kotar Brinje i tajnicu Kotarskog komiteta SKOJ-a za Brinje.
Prilikom napada ličkih i primorsko-goranskih partizanskih postojbi na ustaše u Jezeranama, Ljubica je predvodila vod bataljuna „Marko Orešković“. Uspjela je proći neopaženo pokraj bunkera i dovesti partizane do crkve u selu. Dok se vraćala po drugi dio boraca, ustaše su ju primijetili i ubili 16. travnja 1942. godine.
U njezinu čast, Brinjski bataljun bio je prozvan bataljun „Ljubica Gerovac“. Ljubicina rođena sestra Vera, bila je supruga Jakova Blaževića, također narodnog heroja.
Odlukom predsjednika Federativne Narodne Republike Jugoslavije Josipa Broza Tita, 27. studenog 1953. godine, proglašena je za narodnu heroinu.